# NGC 985
NGC 985 је прстенаста галаксија у сазвежђу Кит која се налази на NGC листи објеката дубоког неба.
Деклинација објекта је - 8° 47' 6" а ректасцензија 2h 34m 37,4s. Привидна величина (магнитуда) објекта NGC 985 износи 13,5 а фотографска магнитуда 14,5. NGC 985 је још познат и под ознакама MCG -2-7-35, MK 1048, VV 285, KUG 0232-090, IRAS 02321-0900, PGC 9817.